# Martin Nessley
Martin Scott Nessley (Columbus, 16 febbraio 1965) è un ex cestista statunitense, professionista nella NBA e nei Paesi Bassi.

## Carriera
È stato selezionato dai Los Angeles Clippers al sesto giro del Draft NBA 1987 (116ª scelta assoluta).

## Palmarès
- Campionato olandese: 1

Noordkop: 1990-91
- McDonald's All-American Game (1983)